# Mathieu Louis Armand d'Usson
Mathieu Louis Armand d'Usson, Marquis de Bonnac, né le 28 décembre 1740 à Paris et mort au même endroit le 26 juillet 1794 est élu député représentant de la noblesse aux États généraux de 1789 et à l'Assemblée constituante de 1789.

## Biographie
Mathieu Louis Armand d'Usson est né le 28 décembre 1740 à Paris, fils de François Armand d’Usson (pl), marquis de Bonnac, lieutenant général des armées, ambassadeur et gouverneur de Brouage, et petit-fils de Julien Louis Bidé de La Granville.
Colonel du régiment provincial de Montargis en 1771, il devient mestre de camp du régiment d'Angoumois en 1774.
C'est à Pamiers, qu'il est élu le 9 avril 1789 comme député du corps de la noblesse représentant de la Sénéchaussée de Pamiers aux États généraux de 1789. Le 10 avril, il prête serment, avec les trois autres députés, les représentants du tiers Georges Bergasse de Laziroules et Marc-Guillaume-Alexis Vadier, et le député du clergé : Jean Bernard Font, devant plus de 800 délégués, dans l'église des Frêres-Prêcheurs.
Mathieu Louis Armand d'Usson est arrêté pendant la Terreur. Le tribunal révolutionnaire le définit comme « Pensionné de la République, ex-noble, ex-marquis, ci-devant maréchal de camp et membre du corps municipal de Servan, commissaire du district pourvu présentement des grains, ex-constituant. » avant de le condamner à mort. Il est exécuté le 26 juillet 1794 à Paris.

### Webographie
- « Mathieu, Louis, Armand d'Usson de Bonnac », sur Assemblée Nationale (consulté le 31 octobre 2018).